# Кириллов, Николай Кириллович
Николай Кириллович Кириллов (7 октября 1948, Авруй, Вурнарский район, СССР — 8 октября 2024) — советский и российский ветеринар и животновод. Доктор ветеринарных наук, профессор и ректор Чувашской государственной сельскохозяйственной академии (1991—2012). Депутат Государственного Совета Чувашской Республики II созыва. Заслуженный работник высшей школы Российской Федерации.

## Биография
Николай Кириллов родился 7 октября 1948 года в деревне Авруй  Вурнарского районе Чувашской АССР. Окончил Вурнарский зооветеринарный техникум. 
В 1975 году окончил Казанский государственный ветеринарный институт. Трудовой путь начинал с ветеринара в совхозе «Красный Октябрь» Порецкого района. Затем был аспирантом младшим научным сотрудник Казанского ветинститута. 
В 1979 году защитил диссертацию кандидата биологических наук по теме «Биохимическая и антигенная характеристика клеточных фракций бруцелл различной вирулентности». 
С 1980 года работал в Чувашском сельскохозяйственном институте в должности доцента, декана зооинженерного факультета, проректора по учебной работе. 
В 1991—2012 годах — ректор института (в 1995 году институт сменил название на Чувашскую государственную сельскохозяйственную академию).
В 1995 году защитил диссертацию на соискание учёной степени доктора ветеринарных наук, тема диссертации «Научное обоснование ветеринарно-гигиенических мероприятий по снижению технологических стрессов при получении и выращивании телят на малых и средних фермах». 
Кириллов был автором более 320 научных работ, под его руководством защищено 35 кандидатских и докторских диссертаций. 
Был депутатом Чебоксарского городского Собрания депутатов II, III созывов, председателем постоянной комиссии Чебоксарского городского Собрания депутатов по бюджету II созыва.
Входил в Совет старейшин при Чебоксарском городском Собрании депутатов VII созыва.
Умер 8 октября 2024 года в возрасте 76 лет.

## Награды
- Заслуженный работник высшей школы Чувашской Республики (1993),
- Заслуженный работник высшей школы Российской Федерации (1998).
- орден Дружбы,
- орден «За заслуги перед Чувашской Республикой».
- медаль ордена «За заслуги перед Чувашской Республикой».
- Лауреат Государственной премии Чувашской Республики в области естественных и технических наук (2004)
- Почетный работник высшего профессионального образования РФ[4]